# Schefflera stearnii
Schefflera stearnii là một loài thực vật có hoa trong Họ Cuồng cuồng. Loài này được R.A.Howard & Proctor miêu tả khoa học đầu tiên năm 1958.